# Тахтаулове
Тахтау́лове (колишня назва — Осмачки) — село в Україні, у Полтавській міській громаді Полтавського району Полтавської області. Населення становить понад 2000 осіб. До 2020 орган місцевого самоврядування — Тахтаулівська сільська рада.

## Географія
Село Тахтаулове знаходиться на одному з витоків річки Полузір'я, примикає до міста Полтава. Поряд знаходиться село Жуки та дачне поселення Сади Мічуріна. Селом протікає кілька пересихаючих струмків з загатами.
Поруч проходить автомобільна дорога Н12.

## Історія
12 червня 2020 року, відповідно до розпорядження Кабінету Міністрів України № 721-р «Про визначення адміністративних центрів та затвердження територій територіальних громад Полтавської області», село увійшло до складу Полтавської міської громади.
19 липня 2020 року, в результаті адміністративно - територіальної реформи та ліквідації Полтавського району (1925—2020), село увійшло до складу новоутвореного Полтавського району.

## Населення

### Мова
Розподіл населення за рідною мовою за даними перепису 2001 року:
| Мова            | Кількість | Відсоток |
| --------------- | --------- | -------- |
| українська      | 2078      | 93.15%   |
| російська       | 151       | 6.77%    |
| білоруська      | 1         | 0.04%    |
| інші/не вказали | 1         | 0.04%    |
| Усього          | 2231      | 100%     |

## Економіка
- Свино-товарна ферма.
- Державне дослідне господарство «Тахтаулове» Інституту свинарства ім. А. В. Квасницького УААН.
- Полтавська птахофабрика.
- «Крючків», ПП— рибоводне господарство.

## Об'єкти соціальної сфери
- Тахтаулівська філія Центру культури та дозвілля Полтавської міської територіальної громади.

## Відомі люди
У селі народився український драматичний актор, народний артист УРСР Онипко Семен Іванович.

## Активний відпочинок
- Вейкбординг — OnTop Wake Park (вул. Незалежності, 7).

## Постаті
- Ткаченко Степан Зіновійович (1891—1987) — директор Харківського стоматологічного інституту (1931), директор 2-го Харківського медичного інституту (1936—1940), доктор медичних наук.

| Україна | Це незавершена стаття з географії України. Ви можете допомогти проєкту, виправивши або дописавши її. |

1. ↑  Про визначення адміністративних центрів та затвердження територій територіальних громад Полтавської області. Офіційний портал Верховної Ради України. Архів оригіналу за 9 листопада 2021. Процитовано 3 квітня 2021.
2. ↑  Постанова Верховної Ради України від 17 липня 2020 року № 807-IX «Про утворення та ліквідацію районів»
3. ↑  Рідні мови в об'єднаних територіальних громадах України — Український центр суспільних даних